# María Verónica León
María Verónica León (née à Guayaquil en 1971) est une artiste peintre équatorienne installée à Paris de 1998 à 2013 et à Dubaï depuis 2014. Elle travaille à Dubaï, où elle est devenue la première artiste d'Amérique latine à faire une exposition individuelle aux Émirats arabes unis et à être représentée par une galerie à Dubaï.
María Verónica León a représenté son pays d'origine, l’Équateur, à la 56e Exposition Internationale d'Art - La Biennale de Venise, ou l'Équateur a présenté pour la première fois dans l'histoire son propre pavillon.

## Biographie
Elle nait en 1971 à Guayaquil, elle étudie les beaux-arts à Quito où elle est diplômée en 1996. Elle travaille à Quito dans l'atelier de Oswaldo Guayasamín et collabore avec lui aux fresques de la Chapelle de l'Homme dans la capitale Équatorienne. Elle quitte ce pays en 1998 pour vivre à Paris à la suite d'une exposition à « La Galeria » de Quito, où elle présente peinture, dessin, gravure et performance. Elle vit et travaille à Paris jusqu'2013. En 2004, sa première vidéo El Aire del Templo est exposée à Paris durant La Nuit blanche, et en 2008 elle est devenue la première femme artiste contemporaine de l’Équateur à exposer dans un musée parisien, le Petit Palais.
Elle expose cependant à Guayaquil en 2001, 2004, 2005; à Paris (Petit palais), à Wuppertal, Bruxelles, à Rome puis aux 51e et 56e Biennales de Venise (Pavillon Latino-américain) au nom de son pays natal.

## Œuvre
Parmi la diversité des thèmes qu'évoquent ses peintures et ses portraits, le journal El Universo relève particulièrement ceux de l'homosexualité et de la bisexualité, souligne la diversité des supports et qualifie la peintre d'« artiste nationale ». 
Son habileté au portrait est soulignée par tous, dès 2008 par le journal le Blogger, à la suite d'une exposition à Paris alors que dans la décennie suivante, c'est son œuvre Oro y agua (de l'or et de l'eau) exposée à Venise et à Rome qui retient l'attention du journal italien La Repubblica et de son homologue équatorien pour qui ces deux éléments sont « vitaux »,

## Expositions
Elle expose en Europe (Allemagne, Belgique, France, Italie), aux Amériques (Canada, États-Unis, Cuba, Équateur), au moyen-orient (Dubaï) et en Asie (Chine). Les expositions les plus commentées sont celles du Palais de Cristal de Guayaquil en 2001 dans le cadre de l'opération Malecon 2000 organisée par la ville.
Finançant en 2015 sa propre participation à la biennale de Venise avec du matériel vidéo flottant elle crée la polémique avec d'autres artistes équatoriens représentant officiellement le pays et exposant dans un cadre andin plus large.
Elle expose dans pour l’Équateur pour les biennales de Venise de 2007, 2015, et représente ce pays dans celle de 2016. Elle expose la même année au musée d'art contemporain de Rome.

## Distinctions
Elle est co-élue femme de l'année 2015 par la revue équatorienne Hogar avec la cinéaste María Emilia García.